# Idiocera knowltoniana
Idiocera knowltoniana är en tvåvingeart som först beskrevs av Alexander 1948.  Idiocera knowltoniana ingår i släktet Idiocera och familjen småharkrankar. Inga underarter finns listade i Catalogue of Life.